# FilmPolski.pl
FilmPolski.pl — мережева база даних польського кіно, створена та підтримувана Державної вищою школою кіно, телебачення і театру імені Леона Шиллера в Лодзі. Запущений в березні 1998 року вебсайт надає докладну інформацію про всі польські фільми, в тому числі повнометражні художні стрічки та телевізійні серіали, документальні, анімаційні фільми та телевізійні театральні вистави, вироблені за останні сто років. Сайт також включає в себе докладні біографії польських кінематографістів та їхні фільмографії.
Розділ сайту «Календар» надає в доступній формі інформацію про важливі події, які мали місце в світі кінематографу за останні сто років та актуальні новини кіно сьогодення.
Частина сайту «Фільми в польській пресі» є вибраною бібліографію польських фільмів з відібраних польських періодичних видань, переважно з бібліотеки Національної кіношколи. Бібліографія розробляється на постійній основі з 1994 року і поступово оновлюється до статей минулих років.
З 1 січня 2014 в базі FilmPolski.pl як сервіс було запущено архів лодзької кіношколи, в якому представлено інформацію про найкращі кіноетюди, створені студентами кіношколи з 1948 року.
За відвідуваністю сайт FilmPolski.pl займає 38 027 місце у світі, 1 099 місце в Польщі, 505 місце в категорії «Мистецтво і розваги/Кіно». За період з червня по листопад 2016 року кількість відвідувань сайту збільшилася c 782 167 до 1 090 767 (+32,95 %). Найбільшою популярністю сайт користується в Польщі, залучаючи з цієї країни 86,73 % трафіку.